# Coppa di Germania 2017-2018 (hockey su pista)
La Coppa di Germania 2017-2018 è stata la 32ª edizione della principale coppa nazionale tedesca di hockey su pista riservata alle squadre di club. Il torneo, organizzato dalla Federazione di pattinaggio della Germania, ha avuto inizio il 21 gennaio e si è concluso il 20 maggio 2018.
Il torneo è stato vinto dal Germania Herringen per la 4ª volta nella sua storia.

## Risultati

### Primo turno
| Squadra 1       | Risultato | Squadra 2      |
| --------------- | --------- | -------------- |
| 21 gennaio 2018 |           |                |
| Düsseldorf (B)  | 4 - 6     | Recklinghausen |

### Ottavi di finale
| Squadra 1           | Risultato | Squadra 2          |
| ------------------- | --------- | ------------------ |
| 24 febbraio 2018    |           |                    |
| Schwerte            | 2 - 26    | Germania Herringen |
| Cronenberg (B)      | 2 - 7     | Recklinghausen     |
| Krefeld (B)         | 5 - 1     | Moskitos           |
| Iserlohn            | 10 - 9    | Remscheid          |
| Blue Lions Chemnitz | 2 - 17    | Walsum             |
| Bison Calenberg     | 3 - 7     | Darmstadt          |
| Cronenberg          | 14 - 1    | Schweinfurt        |
| Krefeld             | 0 - 4     | Düsseldorf Nord    |

### Quarti di finale
| Squadra 1      | Risultato | Squadra 2          |
| -------------- | --------- | ------------------ |
| 24 marzo 2018  |           |                    |
| Iserlohn       | 6 - 3     | Darmstadt          |
| Krefeld (B)    | 1 - 9     | Germania Herringen |
| Cronenberg     | 5 - 4     | Walsum             |
| Recklinghausen | 2 - 3     | Düsseldorf Nord    |

### Semifinali
| Squadra 1      | Risultato | Squadra 2          |
| -------------- | --------- | ------------------ |
| 1º maggio 2018 |           |                    |
| Cronenberg     | 3 - 6     | Germania Herringen |
| Iserlohn       | 6 - 4     | Düsseldorf Nord    |

### Finale
| Hamm 19 maggio 2018, ore 15:30 CEST Finale di Andata | Germania Herringen | 6 – 3 | Iserlohn | Glückauf Arena |

| Iserlohn 20 maggio 2018, ore 15:30 CEST Finale di Ritorno | Iserlohn | 2 – 3 | Germania Herringen | Hembergsporthalle |

## Campioni
| Vincitore Coppa di Germania 2017-2018 |
| ------------------------------------- |
| Germania Herringen 4º titolo          |